# Efficienza spettrale
In telecomunicazioni, nell'ambito delle trasmissioni digitali, si definisce efficienza spettrale il rapporto tra la velocità di trasmissione c offerta all'utente da un sistema di comunicazione (espressa in termini di bit-rate) e la banda B di frequenze utilizzata per tale comunicazione. 

## Descrizione
Essa pertanto si misura in (bit/s)/Hz ed indica la bontà del sistema nello sfruttare in maniera più o meno efficiente la banda disponibile o assegnata al canale per trasmettere dati (la banda è infatti sempre una risorsa limitata il cui uso va il più possibile ottimizzato). È un parametro prestazionale o di qualità frequentemente utilizzato ad esempio per valutare l'efficacia di un certo tipo di modulazione numerica o quella di un sistema cellulare. 
Tale parametro non è espresso con un valore tipico minore o uguale all'unità (come il termine efficienza usualmente richiede) cioè dunque in termini assoluti risultando quindi solo un parametro di paragone con altri sistemi di trasmissione digitali: tanto più alta è l'efficienza spettrale tanto più il sistema è in grado di scambiarsi informazione a parità di banda dedicata al servizio.
Tipicamente valori comuni di efficienza spettrale vanno da valori relativamente bassi, anche inferiori a 0,5 (bit/s)/Hz fino a valori di 8 (bit/s)/Hz nei sistemi HSPA o 14 (bit/s)/Hz per i modem V.92. 
Nelle trasmissioni analogiche invece tale parametro può essere espresso come rapporto tra banda realmente occupata/utilizzata dalla trasmissione e la banda totale dedicata al servizio venendo dunque ad essere un parametro assoluto compreso tra 0 e 1 oppure ricorrendo al bit-rate equivalente.